# 福亮
福亮（ふくりょう）は、飛鳥時代に日本で活動した中国（呉）出身の仏教僧侶。日本の三論宗の祖の一人である智蔵の父。俗姓は熊凝（くまごり）。

## 略歴
飛鳥時代に呉から息子・智蔵と共に来日。元興寺で慧灌に三論を学ぶ。大化元年（645年）に仏教興隆の詔が出された際には、十師に任じられた。
斉明天皇4年（658年）に藤原鎌足に招かれ山階寺で『維摩経』を講じた。これは後の興福寺維摩会の起源となった。